# Hollandsbjärs naturreservat
Hollandsbjär är ett naturreservat i Veinge socken i Laholms kommun i Halland.
Området är skyddat sedan 1982 och beläget 4 kilometer nordöst om Veinge. 
Reservatet omfattar en 8 hektar öppen ljunghed. Det är en rest av de vidsträckta ljunghedar som tidigare täckte stora delar av Halland. Inom området förekommer rikligt med hårginst, nålginst och backsippa. Inom området finns även en fukthed och ett mindre kärr. Här finns växter som pors och klockljung.

## Bilder

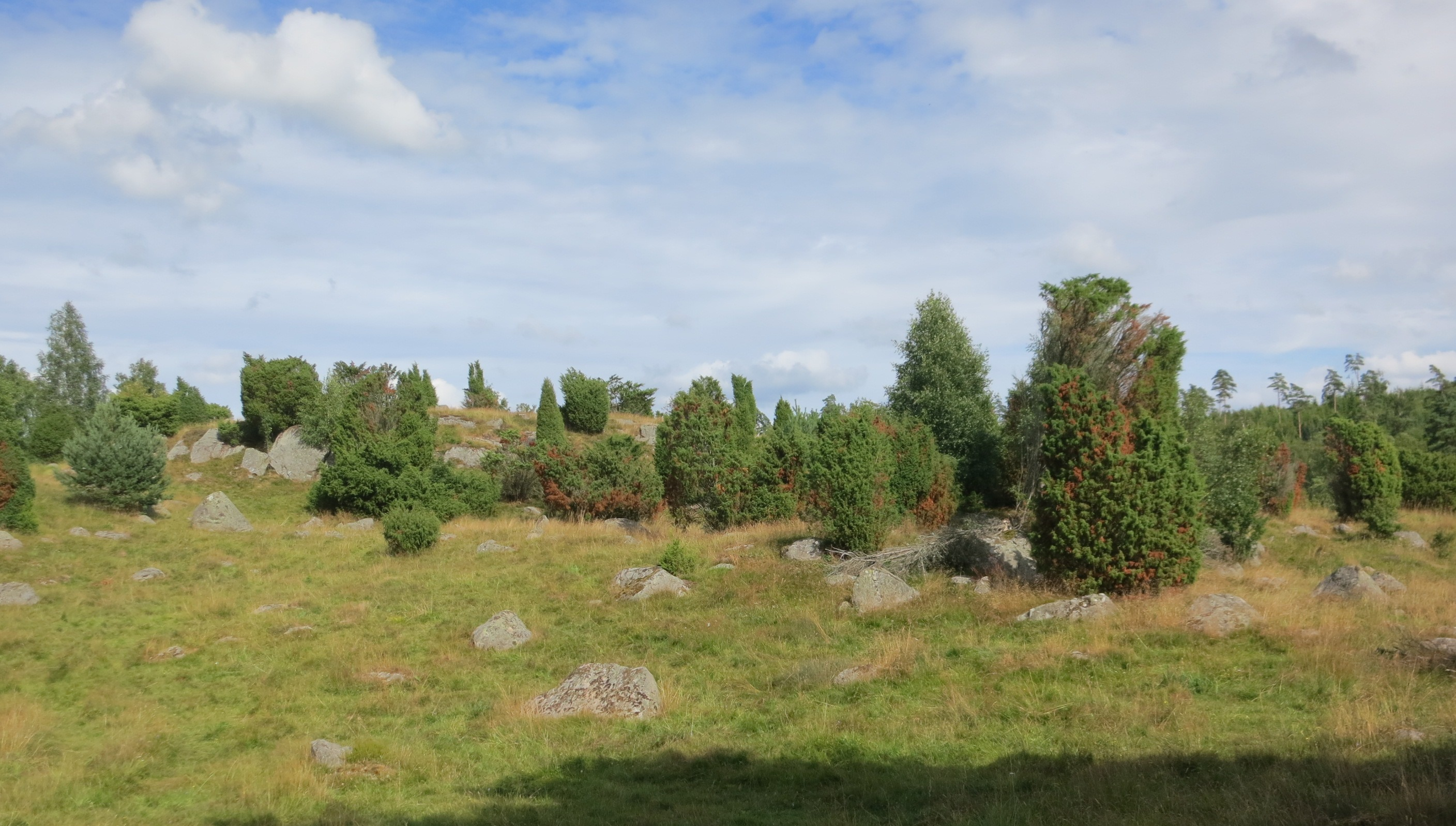
Hollandsbjär naturreservat
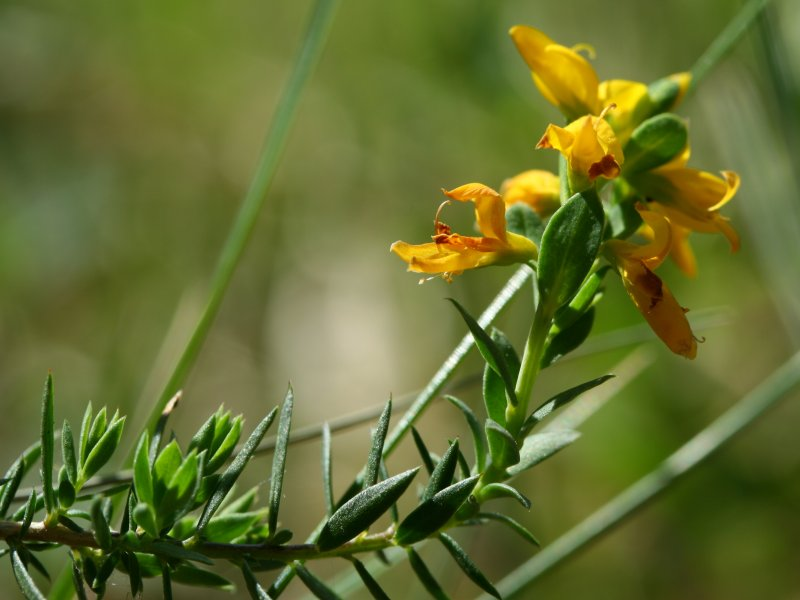
Nålginst